# Barricada Taukkyan
La Barricada Taukkyan va ser un combat en la campanya de Birmània durant la Segona Guerra Mundial. Es tractava d'un intent d'eliminar un bloqueig de carreteres fet per elements de la 33a Divisió japonesa, que impedia l'evacuació de la força principal de l'exèrcit birmà de Rangún. Després de durs combats durant tot el 7 de març de 1942 i d'un contraatac aquella nit, el bloqueig de la carretera es va prendre a primera hora del matí del 8 de març, amb poca resistència. Com a resultat, l'exèrcit birmà va poder retirar-se cap al nord sense obstacles i evitar ser capturat a Rangún per les forces japoneses.

## Fons
Taukkyan és un poble al nord de Rangún , en una cruïlla on la carretera de Rangún al nord cap a Prome es trobava amb la carretera cap a l'est fins a Pegu. Pegu està ubicat estratègicament per cobrir Rangún d'un atac des de l'est, de manera que a principis de 1942 havia estat guarnit per una força de tropes índies de la 48a Brigada d'Infanteria Índia. Tanmateix, aquesta força havia estat flanquejada per un atac japonès, i ara estava envoltada. El 6 de març, una força del 1r Batalló 11è Regiment Sikh va ser enviada al nord des de Rangún per alleujar Pegu, però es va aturar a mig camí per ocupar una posició defensiva a la carretera Taukkyan-Pegu, després dels informes d'una àmplia infiltració japonesa. El batalló va mantenir aquesta posició durant la nit, i a primera hora del dia 7, després de la batalla de Pegu, els supervivents de la guarnició es van retirar de Pegu i van retrocedir a través de les seves línies. Aquell vespre, el batalló es va retirar cap a Taukkyan.
Mentrestant, el dia 6 s'havia pres la decisió d'evacuar Rangún i marxar cap al nord cap a Prome. No obstant això, l'exèrcit japonès s'havia mogut al voltant de les guarnicions a la carretera de Pegu i havia establert un fort bloqueig a Taukkyan. Com a resultat, tot l'exèrcit de Birmània, inclòs el quarter general de l'exèrcit per a Birmània, la major part de la 17a divisió índia i la 7a Brigada Blindada van ser capturats a Rangún, sense poder retirar-se cap al nord.

## Lluita per Taukkyan
Es va fer evident que s'havia d'eliminar el bloqueig de carretera, ja que, en cas contrari, el gruix de l'exèrcit birmà estaria envoltat. El primer atac, el dia 7, va ser realitzat per una tropa de tancs lleugers M3 Stuart, del 7è Hussars, amb suport d'infanteria; tanmateix, es van retirar amb la pèrdua d'un tanc i baixes d'infanteria pesades. Un segon atac va ser realitzat per un esquadró del 2n Regiment de Tancs Reials amb suport d'artilleria, i pel 1r Batalló Regiment de Gloucestershire, però això no va tenir èxit. L'atac final d'aquell dia el van fer dues companyies de la 2a/13a Força Fronterera de Rifles, que va tornar a fracassar, i les forces supervivents es van retirar per establir un perímetre defensiu per a la nit. Els japonesos van llançar un fort contraatac durant la nit, però tot i ser empès al combat cos a cos, el batalló encara mantenia el seu lloc l'endemà al matí.
Les úniques tropes noves disponibles eren els 1r/11 sikhs, que es van retirar de Pegu, i els 1r/10 rifles Gurkha. Es va preparar un pla perquè ataquessin el tall a les 8.45 del matí del dia 8, amb suport d'artilleria. Un esquadró del 7è Hússars donaria suport a l'atac; altres unitats implicades incloïen un destacament de la Policia Militar de Birmània, adjunt al Regiment de Gloucestershire. Mentre es mouen a la posició, els sikhs van ser atacats per una força d'avions japonesos, causant greus baixes; els gurkhes, per la seva banda, van perdre el camí cap a la zona de formació i no van arribar a temps.
El bombardeig d'artilleria no es va materialitzar, i l'11è sikh i el 7è hússars es van moure cap al bloqueig de carretera, amb els sikhs que van irrompre amb una inesperada càrrega de baioneta. La petita guarnició present va abandonar immediatament el bloqueig i va fugir, deixant les forces britàniques en control sense cap resistència significativa.

## Conseqüències
Les forces japoneses van llançar un petit contraatac amb una força aproximadament de patrulles, amb suport aeri, poc després que els sikhs haguessin ocupat el bloqueig, però van ser ràpidament repel·lits. Aquest va ser el límit de la resposta japonesa. Més tard va transcendir que el general Iida, el comandant japonès, havia previst que els britànics s'aturarien i lluitarien a Rangún, i per això havia ordenat a la 33a Divisió, la força que es movia contra la ciutat, avançar amb velocitat en lloc d'intentar-ho i envoltà la ciutat. Com a resultat, s'havia posat un fort bloqueig a Taukkyan, però només amb la intenció de protegir els flancs de la divisió; un cop va passar i marxava cap a Rangún, la guarnició es va retirar.
La primera de les unitats de la zona posterior va passar pel control de carretera poc després d'haver estat assegurat, i els combois van continuar fins al voltant del migdia, moment en què el gruix de l'exèrcit birmà havia estat completament evacuat. Les unitats de combat es van retirar a través de Taukkyan al voltant de les 16:30, i la rereguarda sikh es va moure cap al nord a les 6 de la tarda.
L'honor de batalla de Taukyan va ser atorgat a un regiment britànic, el Regiment Gloucestershire, pel seu paper en el combat. No va ser reclamat pel 7è Hússars o el Regiment de Tancs Reials, ni per l'11è Sikh.